# Lundazi
Lundazi è una città dello Zambia, parte della Provincia Orientale e capoluogo del distretto omonimo.
Amministrativamente la città è formata da 9 comuni autonomi che ne costituiscono la circoscrizione elettorale (constituency).